# بنجامين إف. إنجل
بنجامين إف. إنجل (بالإنجليزية: Benjamin F. Engel) هو ضابط أمريكي، ولد في 1914، وتوفي في 15 أغسطس 1983.